# Robert Hagen
Robert Hagen (* 15. September 1815 in Königsberg i. Pr.; † 19. August 1858 in Berlin) war ein deutscher Chemiker, Mineraloge und Gymnasiallehrer.

## Leben
Robert Hagen entstammte der berühmten Königsberger Gelehrtenfamilie Hagen. Sein Großvater war der Universalgelehrte, Gründer der wissenschaftlichen Pharmazie Karl Gottfried Hagen, sein Vater Carl Heinrich Hagen. Sein Leben lang stand er in engem Kontakt zu seinen Brüdern, den Entomologen Hermann August Hagen und dem Berliner Stadtkämmerer, Reichstagsabgeordneten Adolf Hermann Wilhelm Hagen. Robert Hagen besuchte das Kneiphöfische Gymnasium und studierte ab 1833 an der Albertus-Universität Königsberg Naturwissenschaften. In den Blättern der Erinnerung (Schmiedeberg) ist ein studentisches Porträtaquarell von ihm erhalten. Zu seinen Lehrern zählten  Franz Ernst Neumann, Ludwig Moser und Albert Dulk. Bei seiner Neigung zur Chemie wechselte er 1836 an die Friedrich-Wilhelms-Universität Berlin, um bei Heinrich Gustav Magnus, Heinrich Rose und Christian Samuel Weiss zu hören. 1839 wurde er zum Dr. phil. promoviert. Er ging an die Universität Gießen und arbeitete bei Justus Liebig. Nach Forschungsreisen durch Deutschland und Frankreich und einem halben Jahr an der École polytechnique in Paris fand er 1842 eine feste und passende Anstellung am Köllnischen Realgymnasium in Berlin. Daneben arbeitete er für die Physikalische Gesellschaft zu Berlin und das Landesökonomiekollegium. Er starb mit 43 Jahren an einem Herzinfarkt.

## Veröffentlichungen
- Die Schleimsäure und ihre Salze. Berlin 1847[2] (Web-Ressource).